# إيزابيلا بانرمان
إيزابيلا بانرمان (بالإنجليزية: Isabella Bannerman)‏ هي فنانة قصص مصورة أمريكية، ولدت في 1961 في بوفالو في الولايات المتحدة.

## وصلات خارجية
- إيزابيلا بانرمان على موقع IMDb (الإنجليزية)